# 1997년 시카고 영화 비평가 협회상
제10회 시카고 비평가 협회상은 1997년 영화를 대상으로 1998년 3월 1일에 열린 시상식이다.

## 수상 및 후보

### 작품상
- LA 컨피덴셜

### 감독상
- LA 컨피덴셜 - 커티스 핸슨 수상

### 남우주연상
- 사도 - 로버트 듀발 수상

### 여우주연상
- 미세스 브라운 - 주디 덴치 수상

### 남우조연상
- 부기 나이트 - 버트 레이놀즈 수상

### 여우조연상
- 이브의 시선 - 데비 모건 수상

### 각본상
- LA 컨피덴셜 - 브라이언 헬겔랜드, 커티스 핸슨 수상

### 외국어영화상
- 쉘 위 댄스

### 촬영상
- 타이타닉 - 러셀 카펜터 수상

### 음악상
- 타이타닉 - 제임스 호너 수상

### 유망남우상
- 굿 윌 헌팅 - 맷 데이먼 수상

### 유망여우상
- 체이싱 아미 - 조이 로렌 아담스 수상

### 공헌상
- 존 마호니 수상